# Lophodermium hedericola
Lophodermium hedericola är en svampart som beskrevs av S. Ahmad 1971. Lophodermium hedericola ingår i släktet Lophodermium och familjen Rhytismataceae.   Inga underarter finns listade i Catalogue of Life.